# Radziejowská doubrava
Radziejowská doubrava je přírodní rezervace nacházející se v Polsku, v Mazovském vojvodství, v gmině Radziejowice, v blízkosti vesnice Radziejowice.
Cílem ochrany je zachování fragmentů dubových lesů a stanovišť lilie zlatohlavé a konvalinky vonné.
V lesním porostu roste dub s výskytem břízy a topolu osiky. Horní vrstva podrostu je málo utvořená, což způsobuje, že sluneční paprsky se dostávají až na dno lesa a prosvětlují ho.
V horní vrstvě lesního podrostu rostou mj. :
- jeřáb ptačí
- hrušeň obecná
- hloh jednosemenný
- hloh obecný
- řešetlák počistivý
- dřišťál obecný
- trnka obecná

V dolní vrstvě lesního podrostu rostou mj.:
- lilie zlatohlavá
- konvalinka vonná
- mochna bílá
- plicník úzkolistý
- bedrník obecný
- kozinec sladkolistý

## Turistické stezky
Rezervací vede turistická stezka:
- Międzyborów - Radziejowská doubrava - Radziejowice

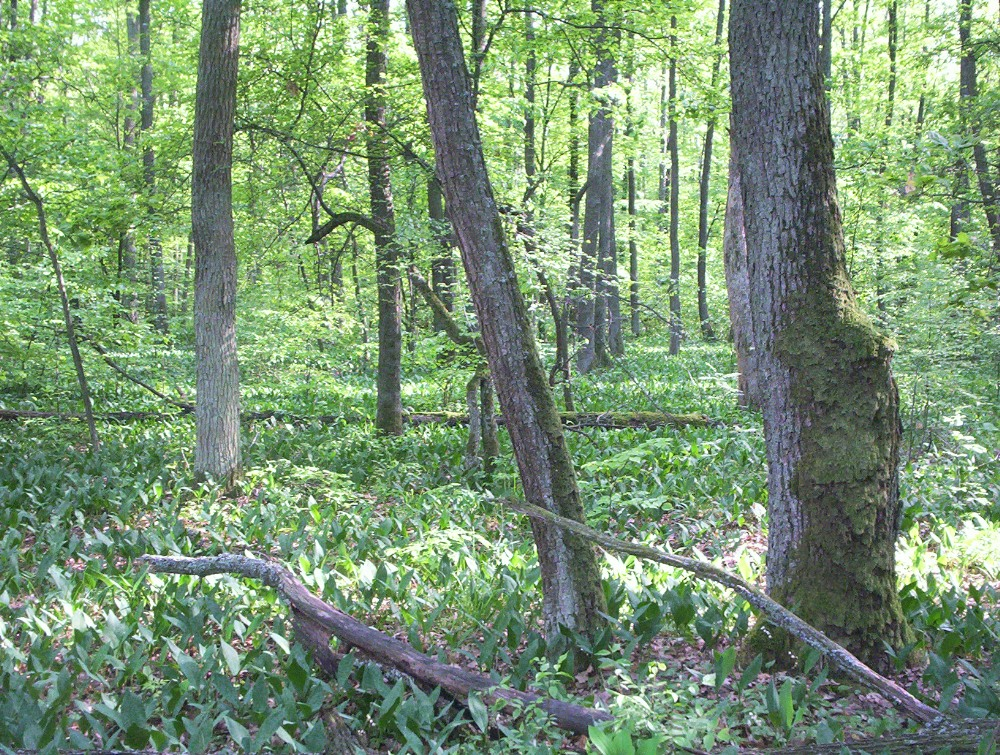
Les s konvalinkou vonnou
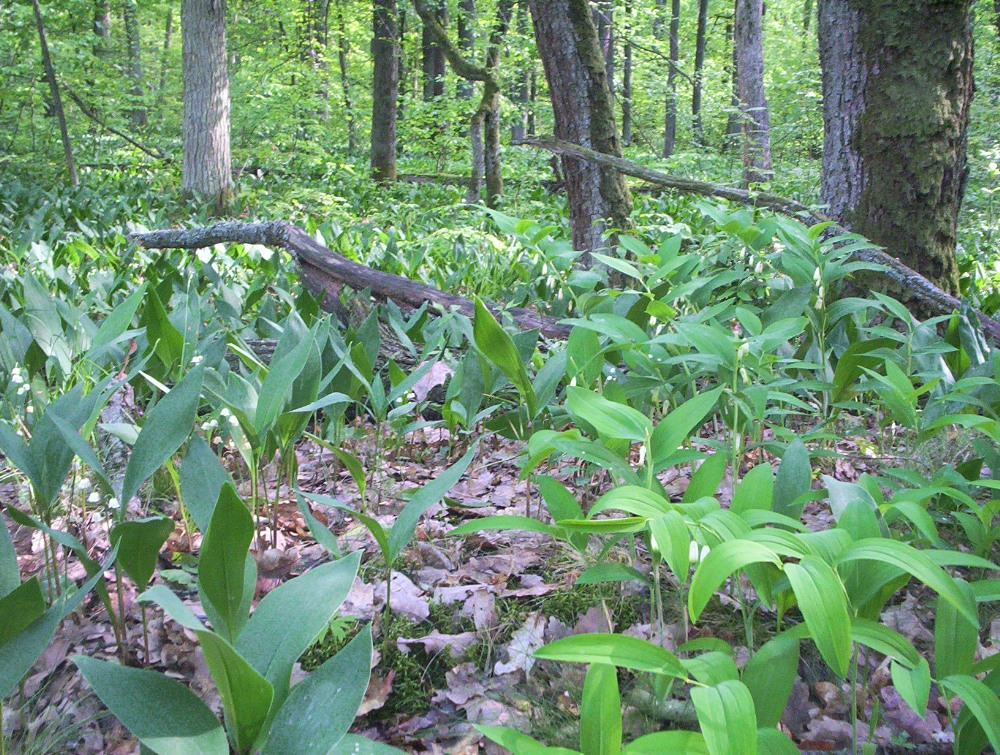
Les s konvalinkou vonnou a kokoříkem